# Markle (Indiana)
Markle es un pueblo ubicado en el condado de Huntington en el estado estadounidense de Indiana. En el Censo de 2010 tenía una población de 1095 habitantes y una densidad poblacional de 332,64 personas por km².

## Geografía
Markle se encuentra ubicado en las coordenadas 40°49′38″N 85°20′21″O / 40.82722, -85.33917. Según la Oficina del Censo de los Estados Unidos, Markle tiene una superficie total de 3.29 km², de la cual 3.16 km² corresponden a tierra firme y (3.86%) 0.13 km² es agua.

## Demografía
Según el censo de 2010, había 1095 personas residiendo en Markle. La densidad de población era de 332,64 hab./km². De los 1095 habitantes, Markle estaba compuesto por el 98.26% blancos, el 0.82% eran afroamericanos, el 0% eran amerindios, el 0.18% eran asiáticos, el 0% eran isleños del Pacífico, el 0.09% eran de otras razas y el 0.64% pertenecían a dos o más razas. Del total de la población el 1.19% eran hispanos o latinos de cualquier raza.